# Pazurogon
Pazurogon (Onychogalea) – rodzaj ssaka z podrodziny kangurów (Macropodidae) w obrębie rodziny kangurowatych (Macropodidae).

## Zasięg występowania
Rodzaj obejmuje gatunki występujące w północno-wschodniej Australii.

## Morfologia
Długość ciała 34,5–109 cm, długość ogona 15–73,1 cm; masa ciała 1,8–9 kg.

## Systematyka
Rodzaj zdefiniował w 1841 roku angielski zoolog John Edward Gray w załączniku C dotyczącym rozmieszczeniu geograficznemu ssaków Australii, z opisem niektórych niedawno odkrytych gatunków, opublikowanym w publikacji pod redakcją George’a Greya poświęconej dwóm wyprawom odkrywczych w północno-zachodniej i zachodniej Australii. Gray wymienił dwa gatunki – Macropus frænatus Gould, 1841 i Macropus Unguifer Gould, 1840 – z których gatunkiem typowym jest (późniejsze oznaczenie) Macropus Unguifer Gould, 1840.

### Etymologia
Onychogalea (Onichogalea, Onychogale): gr. ονυξ onux, ονυχος onukhos ‘pazur’; γαλεή galeē lub γαλή galē ‘łasica’.

### Podział systematyczny
Do rodzaju należą następujące występujące współcześnie i wymarłe po 1500 roku gatunki:
| Grafika | Gatunek               | Autor i rok opisu | Nazwa zwyczajowa     | Podgatunki         | Rozmieszczenie geograficzne | Podstawowe wymiary                           | Status IUCN |
| ------- | --------------------- | ----------------- | -------------------- | ------------------ | --- | -------------------------------------------- | ----------- |
|         | Onychogalea frenata   | (Gould, 1840)     | pazurogon pręgoudy   | gatunek monotypowy | wschodnie-środkowy Queensland (Taunton National Park, w pobliżu Dingo) | DC: 34–109 cm DO: 32–57 cm MC: 1,8–8,3 kg    | VU          |
|         | Onychogalea lunata    | (Gould, 1840)     | pazurogon księżycowy | gatunek monotypowy | znany w czasach współczesnych z dużej części południowego interioru kraju, rozciągającego się do zachodniego wybrzeża, w tym południowej połowy Australii Zachodniej, południowej części Terytorium Północnego, większości Australii Południowej i dalekiego zachodu zachodniej Wiktorii i Nowej Południowej Walii | DC: 37–51 cm DO: 15–33,2 cm MC: około 3,5 kg | EX          |
|         | Onychogalea unguifera | (Gould, 1840)     | pazurogon jedwabisty | 2 podgatunki       | północno-wschodnia Australia Zachodnia, północne Terytorium Północne i północny Queensland | DC: 49–69 cm DO: 52–73 cm MC: 3,9–9 kg       | LC          |

Kategorie IUCN:  LC  – gatunek najmniejszej troski,  VU  – gatunek narażony,  EX  – gatunek wymarły.